# Constantijn IX Monomachos
Constantijn IX Monomachos (Grieks: Κωνσταντίνος Θ΄ Μονομάχος, Kōnstantinos IX Monomachos) (ca 1000 - 11 januari 1055) was de keizer van Byzantium van 1042 tot zijn dood in 1055.
Keizerin Zoë was 64 toen zij voor de derde keer trouwde om de macht naar zich toe te trekken. Zij had net als haar zuster en medekeizerin Theodora geen kinderen. Door het huwelijk met Constantijn IX kon ze Theodora opzij schuiven. Constantijn IX was verwant aan Romanus III Argyrus en een lid van de aristocratie. Hij was een zwak en onbeduidend keizer die de dingen op hun beloop liet. Hij schaamde zich er niet voor openlijk een vriendin eropna te houden die hij de titel Sebaste verleende. Financieel volgde hij een onverantwoordelijk en verkwistend beleid dat de militaire kracht van het rijk danig verzwakte. Het rijk ging zich in grotere mate afhankelijk maken op huurlingen en grootgrondbezitters kregen verschillende nieuwe toegiften. Deze dynatoi waren vrijgesteld van belastingen (exkousseia) en militaire dienstplicht. Het innen van belastingen werd ook geprivatiseerd.
Toch wist hij de politiek van Basilius in Armenië te bekronen met de annexatie van het koninkrijk Ani. In het oosten dreigde er echter nieuw gevaar. De danig verzwakte rol van de Arabieren werd allengs overgenomen door de agressieve Seltsjoeken. In het westen hadden de Noormannen een rijk gesticht in Zuid-Italië. In het noorden werden de Bulgaren en Russen vervangen door de Turkse Petsjenegen, Uzen en Koemanen. De Petsjenegen staken de Donau over en Constantijn moest ze toestaan op Romeins gebied te gaan wonen met alle onrust en banditisme van dien.
Om de situatie nog gevaarlijker te maken kwam er tegen het eind van zijn bewind een kerkelijk schisma tussen Rome en Constantinopel 1054. Dit was zeker niet wat de Byzantijnse keizers gewild hadden, omdat het de universaliteit van kerk en keizer en daarmee hun aanspraak op Italië bedreigde. Het kwam meer voort uit het feit dat de Patriarch zich met alle bekeringen in Oost-Europa sterk genoeg voelde dat hij die lastpost van een Paus niet langer nodig had. En dat gevoel was wederzijds. De twee kerkvorsten negeerden daarmee volledig de gemeenschappelijke politieke belangen, bijvoorbeeld ten opzichte van de Turken. De keizer was veel te zwak om ze tot betere gedachten te brengen. Hoewel dit niet onmiddellijk duidelijk was zou de Christenheid daar zwaar voor betalen. Uiteindelijk zouden de Turken - nu nog voor Armenië - voor Wenen komen te staan.
Na Constantijns dood in januari 1055 werd Zoë's zuster Theodora opnieuw keizerin, tot haar dood in september 1056. Op haar sterfbed benoemde zij Michael VI tot haar opvolger.